# Arabisk (sprog)
 For alternative betydninger, se Arabisk. (Se også artikler, som begynder med Arabisk)
Udtrykkene arabisk og klassisk arabisk bruges almindeligvis om det rene arabiske sprog, اللغة العربية؛الفصحى (al-lughat ul-`arabiyyah: det arabiske sprog; al-fushah: klassisk arabisk), som er det sprog, Koranen er affattet på. Arabiske dialekter tales i Nordafrika (Maghreb fra Marokko til Egypten) og i Mellemøsten (fra Palæstina/Israel til Irak, og fra Syrien til Yemen). Maltesisk er også en arabisk dialekt (men skrives med latinske bogstaver).
Arabisk er et semitisk sprog ligesom hebraisk. Det arabiske alfabet har 28 bogstaver og skrives fra højre mod venstre. De korte vokaler a, i og u noteres ikke i normal skrift. De lange vokaler a, i og u noteres. Glidevokalerne w og j noteres med de samme tegn som langt u og i. De korte vokaler kan eventuelt angives ved hjælp af diakritiske tegn over og under konsonanterne. 
Den oprindelige korantekst på arabisk opfattes af muslimer som guddommelig, hvorved Koranens sprog har en særlig status. Dette er grunden til, at Koranen i mange lande ikke er blevet trykt på nationalsproget. Eventuelt kan man trykke en tosproget udgave, hvor den arabiske tekst er den indiskutable originale og oversættelsen kun er at opfatte som en fortolkning.

## Standardarabisk
Det moderne, fælles skriftsprog betegnes ofte som moderne standardarabisk og forstås over hele den arabiske verden.

## Dialekter
Talesproget varierer derimod så meget mellem landene, at det kan diskuteres om eksempelvis marokkansk arabisk og algerisk arabisk skal ses som dialekter af samme sprog eller som forskellige sprog. Egyptisk arabisk er den moderne dialekt, der forstås af flest arabere på grund af Egyptens befolkningstal og medierne (især film).